# هانس پفیتسنر
هانس اریش پفیتسنر (آلمانی: Hans Pfitzner؛ زاده ۵ مهٔ ۱۸۶۹ – درگذشته ۲۲ مهٔ ۱۹۴۹) یک آهنگساز اهل آلمان بود.